# Unity (Nordirland)
Unity (irisch Aontacht; deutsch: „Einheit“) war der Name zahlreicher Wahlbündnisse nationalistischer Kandidaten in Nordirland der 1960er und 1970er Jahre. Zu der politischen Richtung des Nationalismus in (Nord-)Irland siehe auch bei Republikanismus.
Unter Unity kandidierte auch eine Partei zu den Stadtverordnetenversammlungen im Jahr 1973 in den Wahlkreisen von Fermanagh und Dungannon, die sechs Sitze gewann; bei der Wahl 1977 konnte sie diesen Erfolg nicht wiederholen und gewann lediglich zwei.
Den ersten Wahlerfolg verzeichnete die Unity am 17. April 1969 im Wahlkreis Mid Ulster, als die linke Studentin Bernadette Devlin McAliskey einen Sitz im britischen House of Commons gewann. McAliskey, die 1970 mit 21 Jahren die jüngste Abgeordnete seit Gründung des House of Commons war, verlor diesen Sitz 1974.
Frank McManus, der auch unter Unity kandidierte, gewann im Wahlkreis Fermanagh und South Tyrone im Jahr 1970. Wegen der Aufspaltung der nationalen Stimmen zwischen den republikanischen Kräften und der Social Democratic and Labour Party verlor auch er die Wahl 1974. 
Die Wahl vom Oktober 1974 im Wahlkreis Fermanagh und South Tyrone wurde durch Frank Maguire gewonnen, der als Independent Republican kandidierte und diesen Sitz bis zu seinem Tod 1981 innehielt.
1978 fusionierte die Unity mit der Nationalist Party zur Irish Independence Party.